# Freebie e Bean
Freebie e Bean (Freebie and the Bean) è una serie televisiva statunitense in 9 episodi di cui 7 trasmessi per la prima volta nel corso di una sola stagione dal 1980 al 1981.
È una sitcom poliziesca incentrata sulle vicende di Dan Bean Delgado e Tim Freebie Walker, due poliziotti di Chicago. È basata sul film Una strana coppia di sbirri (Freebie and the Bean) del 1974. Durante la prima televisiva sulla CBS gli ultimi due episodi non furono mandati in onda per gli scarsi indici d'ascolto.

## Personaggi e interpreti
- Detective Sergente Dan "Bean" Delgado (9 episodi, 1980-1981), interpretato da Héctor Elizondo.
- Detective Sergente Tim "Freebie" Walker (9 episodi, 1980-1981), interpretato da Tom Mason.
- Procuratore distrettuale Walter W. Cruikshank (4 episodi, 1980-1981), interpretato da William Daniels.
- Willie (2 episodi, 1980), interpretato da George Loros.
- Rodney "Axle" Blake, interpretato da Mel Stewart.

## Produzione
La serie, ideata da Floyd Mutrux, fu prodotta da Warner Bros. Television.

### Registi
Tra i registi sono accreditati:
- Lawrence Dobkin in 2 episodi (1980-1981)
- Michael Preece in 2 episodi (1980-1981)

### Sceneggiatori
Tra gli sceneggiatori sono accreditati:
- Dick Nelson in 3 episodi (1980-1981)
- Robert W. Lenski in 2 episodi (1980-1981)

## Distribuzione
La serie fu trasmessa negli Stati Uniti dal 6 dicembre 1980 al 24 gennaio 1981 sulla rete televisiva CBS. In Italia è stata trasmessa con il titolo Freebie e Bean.

## Episodi
| Stagione       | Episodi | Prima TV USA |
| -------------- | ------- | ------------ |
| Prima stagione | 9       | 1980-1981    |